# 2e cérémonie des Chicago Film Critics Association Awards
La 2e cérémonie des Chicago Film Critics Association Awards, décernés par la Chicago Film Critics Association a récompensé les films réalisés dans l'année 1989.

## Palmarès

### Meilleur film
- Do the Right Thing
  - Batman

### Meilleur réalisateur
- Spike Lee pour Do the Right Thing
  - Tim Burton pour Batman

### Meilleur acteur
- Tom Cruise pour Do the Right Thing

### Meilleure actrice
- Michelle Pfeiffer pour Susie et les Baker Boys (The Fabulous Baker Boys)

### Meilleur acteur dans un second rôle
- Danny Aiello pour le rôle de Sal dans Do the Right Thing
  - Jack Nicholson pour le rôle de Joker et Jack Napier dans Batman

### Meilleure actrice dans un second rôle
- Laura San Giacomo pour Sex, Lies, and Videotape (sex, lies & videotape)

### Acteur le plus prometteur
- John Cusack pour le rôle de Lloyd Dobler dans Un monde pour nous (Say Anything...)
  - Robert Sean Leonard pour le rôle de Neil Perry dans Le Cercle des poètes disparus (Dead Poets Society)

### Actrice la plus prometteuse
- Laura San Giacomo pour Sexe, Mensonges et Vidéo (sex, lies & videotape)

### Meilleur film en langue étrangère
- Henry V •  Royaume-Uni